# Callum Scotson
Callum Scotson (født 10. august 1996 i Gawler) er en cykelrytter fra Australien, der kører for Fejl i Modul:Cykelhold: Wikidata-entitet ikke angivet.. Han er lillebror til Miles Scotson.

## Karriere
I 2016 vandt Scotson VM-guld og OL-sølv i banecykling, og i 2018 blev det til to bronzemedaljer ved VM. Sideløbende med banen havde han kørt landevejscykling for forskellige amatørcykelhold. I 2019 skrev han kontrakt med World Tour-holdet Mitchelton-Scott på en 2-årig kontrakt. Efter seks sæsoner hos det australske mandskab, skiftede han fra starten af 2025-sæsonen til franske Decathlon AG2R La Mondiale Team.